# チャンピオン・ヒル
チャンピオン・ヒル (Champion Hill) は、イングランド・ロンドン・ダリッジにあるスタジアム。ダリッジ・ハムレットFCとフィッシャー・アスレティックFCのホームスタジアムとなっている。収容人数は3,000人。

## 概要
スタジアム改修以前は、イングランドにあるアマチュアグラウンドの中で最も大きなスタジアムで、観客は度々20,000人を超えていた。

## 入場者数

### 最大入場者数
- 23,485 1948 オリンピック 1回戦
- 1,835 ダリッジ v サウスポート, 1999 (全面座席改修後)